# 稲荷社 (碧南市)
大浜稲荷社（おおはまいなりしゃ）は、愛知県碧南市浜寺町2-67にある神社。旧社格は村社。永年6年（1509年）創建。旧碧海郡大浜町の大浜てらまちと呼ばれる地域にある。

## 祭神
- 保食神（うけもちのかみ）[1]
- 大国主命（おおくにぬしのみこと）[1]

## 歴史
徳川家康の曽祖父にあたる松平信忠が三河碧海郡大浜村築山に隠居したのち、永正6年（1509年）8月15日に稲荷社を創建したとされる。寛永9年（1632年）に本殿が造営された。

## 例祭

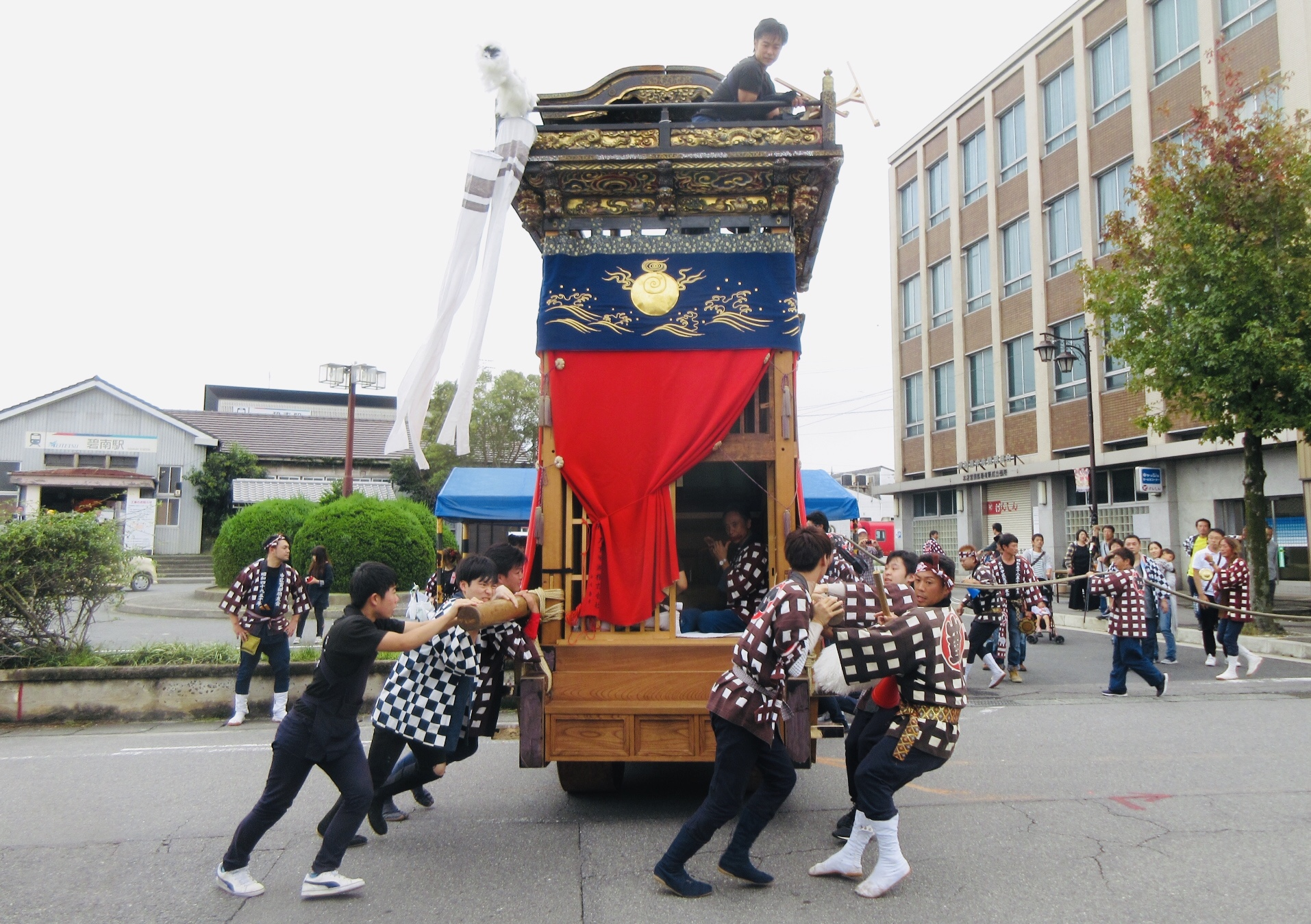
大浜中区祭礼

10月第2日曜日には「大浜中区祭礼」が開催され、中之切車と浦島車という2台の山車が登場する。2019年（令和元年）からは「大浜てらまちウォーキング」と同一期間中に開催されている。
天明8年（1788年）、亀崎潮干祭で知られる尾張国亀崎から、田中組神楽車の古車を購入したとされる。中之切車には唐獅子や剣龍などの彫刻が施されており、からくり人形の乱杭渡りも行われる。乱杭渡りを行うからくり人形は全国的に見て珍しいとされ、大浜中区祭礼の山車と犬山祭の山車の2組のみとされる。浦島車には浦島人形と乙姫人形が積まれ、浦島太郎伝説のからくりなどが行われる。

## 現地情報
所在地
- 愛知県碧南市浜寺町2-67

交通アクセス
- 鉄道：名鉄三河線碧南駅から徒歩10分